# Birger Lindgren
Carl Birger Lindgren, född 4 mars 1878 i Nysätra socken, Västerbotten, död 10 oktober 1967 i Stockholm, var en svensk ingenjör och ämbetsman.
Birger Lindgren var son till apotekaren Carl Gustaf Lindgren och Edla Edenquist. Efter mogenhetsexamen i Stockholm 1896 och examen vid Tekniska högskolan som elektrotekniker 1899 studerade Lindgren vid Uppsala universitet 1899–1901 och 1903 samt vid Stockholms högskola 1901–1902. Han blev filosofie licentiat vid Uppsala universitet 1903 och filosofie doktor 1904. Lindgren var byrådirektör och chef för försäkringsteknik och statistiska byrån i Riksförsäkringsanstalten 1905–1906 och anställd vid Elektriska prövningsanstalten i Stockholm 1907–1908 samt vid Tekniska högskolans materialprovningsanstalt (elektriska laboratoriet) 1908–1914. 1910–1911 föreläste han över industriell organisation vid Handelshögskolan i Stockholm. Han var byrådirektör i Patent- och registreringsverket 1915–1931 samt byråchef och ledamot av besvärsavdelningen där 1931–1943. Lindgren biträdde vid utredning angående ålders- och invaliditetsförsäkring 1906 och var Sveriges ombud vid internationella konferensen angående industriellt rättsskydd i London 1934. Han var styrelseledamot i flera industriföretag och från 1933 i Svenska föreningen för industriellt rättsskydd. Lindgren företog vidsträckta studie- och affärsresor i de flesta europeiska länder 1904–1935. Utom diverse matematiska, tekniska och patenträttsliga uppsatser i olika tidskrifter publicerade han bland annat Sur le cas d'exception de M. Picard dans la théorie des fonctions entières (doktorsavhandling, 1903). Han anlitade ofta som sakkunnig, särskilt inom det patenträttsliga området.
Lindgren var kommendör av Nordstjärneorden och riddare av Vasaorden.
Han gifte sig 1927 med Karin Adler.